# Enicospilus bipartitus
Enicospilus bipartitus là một loài tò vò trong họ Ichneumonidae.